# Muhlenberg County
Muhlenberg County ist ein County im Bundesstaat Kentucky der Vereinigten Staaten. Das U.S. Census Bureau hat bei der Volkszählung 2020 eine Einwohnerzahl von 30.928 ermittelt.
Der Verwaltungssitz (County Seat) ist Greenville, das nach Nathanael Greene benannt wurde, einem Offizier im Amerikanischen Unabhängigkeitskrieg. Die größte Stadt ist Central City.

## Geographie
Das County liegt im mittleren Westen von Kentucky, ist im Norden etwa 60 km von Illinois, im Süden etwa 50 km von Tennessee entfernt und hat eine Fläche von 1242 Quadratkilometern, wovon zwölf Quadratkilometer Wasserfläche sind. Es grenzt im Uhrzeigersinn an folgende Countys: McLean County, Ohio County, Butler County, Logan County, Todd County, Christian County und Hopkins County.

## Geschichte
Muhlenberg County wurde am 14. Dezember 1798 aus Teilen des Christian County und des Logan County gebildet. Benannt wurde es nach Peter Muhlenberg, einem General im Amerikanischen Unabhängigkeitskrieg, US-Senator und Mitglied im US-Kongress.
Eine Stätte im Muhlenberg County hat wegen ihrer besonderen geschichtlichen Bedeutung den Status einer National Historic Landmark, der Green River Shell Middens Archeological District. Insgesamt sind elf Bauwerke und Stätten des Countys im National Register of Historic Places eingetragen (Stand 19. Oktober 2017).

## Demografische Daten
Nach der Volkszählung im Jahr 2000 lebten im Muhlenberg County 31.839 Menschen. Davon wohnten 1.533 Personen in Sammelunterkünften, die anderen Einwohner lebten in 12.357 Haushalten und 9.057 Familien. Die Bevölkerungsdichte betrug 26 Einwohner pro Quadratkilometer. Ethnisch betrachtet setzte sich die Bevölkerung zusammen aus 94,19 Prozent Weißen, 4,65 Prozent Afroamerikanern, 0,13 Prozent amerikanischen Ureinwohnern, 0,13 Prozent Asiaten und 0,19 Prozent aus anderen ethnischen Gruppen; 0,72 Prozent stammten von zwei oder mehr Ethnien ab. 0,73 Prozent der Bevölkerung waren spanischer oder lateinamerikanischer Abstammung.
Von den 12.357 Haushalten hatten 30,7 Prozent Kinder und Jugendliche unter 18 Jahre, die bei ihnen lebten. 59,7 Prozent waren verheiratete, zusammenlebende Paare, 10,4 Prozent waren allein erziehende Mütter, 26,7 Prozent waren keine Familien, 24,3 Prozent waren Singlehaushalte und in 12,6 Prozent lebten Menschen im Alter von 65 Jahren oder darüber. Die Durchschnittshaushaltsgröße betrug 2,45 und die durchschnittliche Familiengröße lag bei 2,90 Personen.
Auf das gesamte County bezogen setzte sich die Bevölkerung zusammen aus 22,6 Prozent Einwohnern unter 18 Jahren, 9,2 Prozent zwischen 18 und 24 Jahren, 28,0 Prozent zwischen 25 und 44 Jahren, 24,8 Prozent zwischen 45 und 64 Jahren und 15,5 Prozent waren 65 Jahre alt oder darüber. Das Durchschnittsalter betrug 39 Jahre. Auf 100 weibliche Personen kamen 98,0 männliche Personen. Auf 100 Frauen im Alter von 18 Jahren alt oder darüber kamen statistisch 96,2 Männer.
Das jährliche Durchschnittseinkommen eines Haushalts betrug 28.566 US-Dollar, das Durchschnittseinkommen der Familien betrug 33.513 USD. Männer hatten ein Durchschnittseinkommen von 29.952 USD, Frauen 18.485 USD. Das Prokopfeinkommen betrug 14.798 USD. 15,5 Prozent der Familien und 19,7 Prozent der Bevölkerung lebten unterhalb der Armutsgrenze. Davon waren 26,0 Prozent Kinder oder Jugendliche unter 18 Jahre und 17,0 Prozent waren Menschen über 65 Jahre.

## Orte im Muhlenberg County
Citys
| - Bremen - Central City - Drakesboro | - Greenville - Powderly - South Carrollton |

Census-designated places (CDP)
| - Beechmont - Dunmor - Graham - Moorman |

Unincorporated Communitys
| - Beech Creek - Belton - Bevier - Browder - Brownie - Cleaton - Depoy | - Earles - Ebenezer - Ennis - Gishton - Gus - Holt - Knightsburg | - Luzerne - Martwick - McNary - Mercer - Midland - Nelson Creek - Nonnell | - Penrod - Powderly - Rosewood - Skilesville - Weir |